# Grodnia
Grodnia – wieś w Polsce położona w województwie mazowieckim, w powiecie sierpeckim, w gminie Mochowo. Ma status sołectwa.
W latach 1975–1998 miejscowość administracyjnie należała do województwa płockiego.
Na lewym brzegu Skrwy, na krańcu cypla w widłach ujścia do Skrwy bezimiennego strumienia, na południe od budynków dawnego PGR Cieślin, grodzisko z XII-XIII w., oddzielone od lądu wysokim wałem.